# Lista de presidentes da Câmara Municipal de Melgaço
Lista de administradores de concelho e presidentes da Câmara Municipal de Melgaço desde 1835.

## Administradores de Concelho
As funções do Administrador de Concelho, regulamentadas pelo diploma criado pela Carta de Lei de 25 de abril de 1835 e desenvolvido pelo Decreto de 18 de julho do mesmo ano, sendo posteriormente confirmadas pelo Código Administrativo de 1836, eram essencialmente as mesmas que haviam competido aos extintos postos de Provedores dos Concelhos e de Provedores das Comarcas nas atribuições que as Ordenações Filipinas conferiram a estes. As suas responsabilidades visavam preservar os interesses dos testamenteiros e administradores de vínculos, morgados e capelas, assim como das confrarias, irmandades, misericórdias, hospitais e quaisquer outros estabelecimentos de piedade e beneficência, acrescendo novas funções que asseguravam os serviços policiais, a inspecção das escolas públicas, o recenseamento da população, a emissão de passaportes e dos bilhetes de residência, o registo civil ou o registo de hipotecas, entre outros. O cargo de administrador de concelho viria a ser suprimido pelo Código Administrativo de 1936, sendo posteriormente o termo substituído pelo título de Presidente da Câmara Municipal.
| #  | Nome                                      | Início do Mandato | Fim do Mandato | Notas |
| -- | ----------------------------------------- | ----------------- | -------------- | --- |
| 1  | António Máximo Gomes de Abreu             | 1836              | 1837           | administrador, juiz ordinário                                                                                            |
| 2  | João António de Abreu Cunha Araújo        | 1837              | 1849           | administrador, capitão-mor e cavaleiro da Ordem de Cristo                                                                |
| 3  | Jerónimo Luís de Magalhães                | 1849              | 1852           | administrador, juiz, comandante e escudeiro fidalgo                                                                      |
| 4  | João António de Abreu Cunha Araújo        | 1852              | 1859           | administrador (2º mandato)                                                                                               |
|    | José Albano de Abreu Cunha Araújo         | 1856              | 1857           | administrador substituto                                                                                                 |
|    | José António de Abreu Cunha Araújo        | 1858              | 1859           | administrador substituto                                                                                                 |
| 5  | Lourenço José Ribeiro Figueiredo e Castro | 1859              | 1860           | administrador, juiz |
| 6  | José António de Abreu Cunha Araújo        | 1860              | 1864           | administrador, proprietário, licenciado em filosofia                                                                     |
| 7  | José Joaquim Gomes                        | 1864              | 1870           | administrador, proprietário e produtor de vinhos                                                                         |
|    | José Vicente Correia dos Santos Lima      | 1870              | 1872           | administrador substituto                                                                                                 |
| 8  | Caetano José de Abreu Cunha Araújo        | 1872              | 1880           | administrador, proprietário e fidalgo                                                                                    |
|    | Justino Augusto de Amorim Azevedo         | 1874              | 1875           | administrador substituto                                                                                                 |
| 9  | José Joaquim Gomes                        | 1880              | 1881           | administrador (2º mandato)                                                                                               |
| 10 | Caetano José de Abreu Cunha Araújo        | 1881              | 1886           | administrador (2º mandato)                                                                                               |
| 11 | José Joaquim Gomes                        | 1886              | 1890           | administrador (3º mandato)                                                                                               |
| 12 | Caetano José de Abreu Cunha Araújo        | 1890              | 1893           | administrador (3º mandato)                                                                                               |
| 13 | Frederico Augusto dos Santos Lima         | 1893              | 1895           | administrador, diplomata, vice-cônsul da Turquia                                                                         |
| 14 | Manuel Félix Mâncio da Costa Barros       | 1895              | 1896           | administrador, proprietário e bacharel em direito                                                                        |
| 15 | José Joaquim da Rocha de Queirós          | 1896              | 1897           | administrador |
| 16 | António Joaquim Durães                    | 1897              | 1900           | administrador, advogado, notário, militante do Partido Progressista e governador civil dos distritos da Horta e de Évora |
| 17 | José Joaquim Gomes                        | 1900              | 1904           | administrador (4º mandato)                                                                                               |
| 18 | Augusto César Ribeiro Lima                | 1904              | 1905           | administrador, conservador do registo predial e militante do Partido Republicano Evolucionista                           |
| 19 | António Pereira de Sousa                  | 1905              | 1909           | administrador, médico |
| 20 | João Pires Teixeira                       | 1909              | 1910           | administrador, maçon, proprietário e empresário no Brasil                                                                |
| 21 | José Joaquim de Abreu                     | 1910              | 1913           | administrador, conservador do registo civil e predial, militante do Partido Republicano Português                        |
| 22 | António Augusto Durães                    | 1913              | 1914           | administrador, advogado, notário, militante do Partido Democrático e governador de Benguela                              |
|    | Cícero Cândido Solheiro                   | 1913              | 1914           | administrador substituto                                                                                                 |
| 23 | António Francisco de Sousa Araújo         | 1914              | 1915           | administrador, advogado                                                                                                  |
| 24 | Fulgêncio António da Costa Brito          | 1915              | 1915           | administrador, escrivão                                                                                                  |
|    | Frederico Augusto dos Santos Lima         | 1915              | 1915           | administrador substituto                                                                                                 |
|    | Augusto Jaime de Almeida                  | 1915              | 1915           | administrador substituto                                                                                                 |
| 25 | António Joaquim de Sousa                  | 1915              | 1916           | administrador |
| 26 | Joaquim de Sousa Alves                    | 1916              | 1918           | administrador |
| 27 | Custódio da Costa e Brito                 | 1918              | 1919           | administrador |
| 28 | José Joaquim de Abreu                     | 1919              | 1920           | administrador (2º mandato)                                                                                               |
| 29 | António Francisco de Sousa Araújo         | 1920              | 1921           | administrador (2º mandato)                                                                                               |
| 30 | José Joaquim de Abreu                     | 1921              | 1922           | administrador (3º mandato)                                                                                               |
| 31 | António Francisco de Sousa Araújo         | 1922              | 1923           | administrador (3º mandato)                                                                                               |
|    | Augusto César Esteves                     | 1922              | 1923           | administrador substituto                                                                                                 |
| 32 | Abel José Nogueira Dantas                 | 1923              | 1923           | administrador, professor                                                                                                 |
| 33 | António Joaquim de Sousa                  | 1923              | 1924           | administrador (2º mandato)                                                                                               |
| 34 | Abel José Nogueira Dantas                 | 1924              | 1927           | administrador (2º mandato)                                                                                               |
|    | Avelino Júlio Esteves                     | 1924              | 1927           | administrador substituto                                                                                                 |
| 35 | Artur d'Ascenção Almeida                  | 1927              | 1928           | administrador, padre |
| 36 | Hermenegildo José Solheiro                | 1929              | 1932           | administrador, bancário, director de imprensa e redactor                                                                 |
| 37 | João de Barros Durães                     | 1932              | 1936           | administrador, farmacêutico, militante da União Nacional                                                                 |

## Presidentes da Câmara
| #  | Nome                                       | Fim de Mandato | Início de Mandato | Notas                                                                                               |
| -- | ------------------------------------------ | -------------- | ----------------- | --------------------------------------------------------------------------------------------------- |
| 1  | João de Barros Durães                      | 1936           | 1941              | presidente, farmacêutico, militante da União Nacional                                               |
| 2  | Abílio Domingues                           | 1941           | 1942              | presidente, professor, militante da União Nacional                                                  |
|    | João Eugénio da Costa Lucena               | 1941           | 1942              | vice-presidente                                                                                     |
| 3  | José Pires Louro de Oliveira               | 1942           | 1944              | presidente, tenente, reserva do quadro especial da Guarda Fiscal, militante da União Nacional       |
| 4  | Elísio de Oliveira Alves Pimenta           | 1944           | 1949              | presidente, conservador do registo predial, governador civil do Porto e militante da União Nacional |
|    | Luís Monteiro                              | 1945           | 1949              | vice-presidente                                                                                     |
| 5  | Carlos Luís da Rocha                       | 1949           | 1953              | presidente, militante da União Nacional                                                             |
|    | Manuel Luís de Pinho Gonçalves             | 1949           | 1956              | vice-presidente                                                                                     |
| 6  | Júlio de Lurdes Outeiro Esteves            | 1956           | 1958              | presidente, médico, militante da União Nacional                                                     |
| 7  | Ovídio Higino Pardelinha                   | 1958           | 1959              | presidente, economista, militante da União Nacional                                                 |
| 8  | Manuel José Rodrigues                      | 1959           | 1970              | presidente, professor, militante da União Nacional                                                  |
|    | Nuno Cândido Domingues                     | 1969           | 1970              | vice-presidente                                                                                     |
| 9  | Sidónio Silvestre da Silva Soares de Sousa | 1970           | 1974              | presidente, professor e empresário                                                                  |
|    | Antero Esteves Fernandes                   | 1972           | 1974              | vice-presidente                                                                                     |
| 10 | António Augusto Durães                     | 1974           | 1975              | presidente da comissão administrativa (regime transitório), advogado e notário                      |
|    | Artur José Rodrigues                       | 1974           | 1975              | vice-presidente da comissão administrativa (regime transitório)                                     |
| 11 | Albertino Domingues                        | 1975           | 1976              | presidente da comissão administrativa (regime transitório), comerciante                             |
|    | António Fernandes                          | 1975           | 1976              | vice-presidente da comissão administrativa (regime transitório)                                     |
| 12 | Carlos Augusto Alves                       | 1976           | 1979              | presidente, professor primário, militante do Partido Socialista                                     |
| 13 | Manuel Bento Sousa Silva                   | 1979           | 1982              | presidente, militante do Partido Social Democrata                                                   |
| 14 | António Rui Esteves Solheiro               | 1982           | 2012              | presidente, bancário, militante do Partido Socialista                                               |
|    | Manoel Batista                             | 2009           | 2012              | vice-presidente                                                                                     |
| 15 | Manoel Batista                             | 2012           | atualmente        | presidente, militante do Partido Socialista                                                         |
|    | Maria José Codesso                         | 2012           | 2021              | vice-presidente                                                                                     |
|    | José Adriano Lima                          | 2021           | atualmente        | vice-presidente                                                                                     |